# 全国板金業国民健康保険組合
全国板金業国民健康保険組合（ぜんこくばんきんぎょうこくみんけんこうほけんくみあい）は、建築板金業（金属系屋根外装専門工事業）に従事する者を組合員とする国民健康保険組合。略称＝「全板国保」。
1970年日雇保険擬制適用の廃止により、同年7月沖縄県を除く全国組織として全日本板金工業組合連合会が母体組織となり厚生省の許可を受けて設立された。

## 契約保養施設
- 伊豆長岡温泉 ホテル富士見ハイツ